# Notícia de Catalunya
Notícia de Catalunya (en catalan ; littéralement « nouvelle de Catalogne ») est un essai publié en 1954 par l'historien Jaume Vicens i Vives. Il est considéré comme l’une des œuvres les plus importantes de l’historiographie catalane du XXe siècle.